# Władysław Wszelaczyński

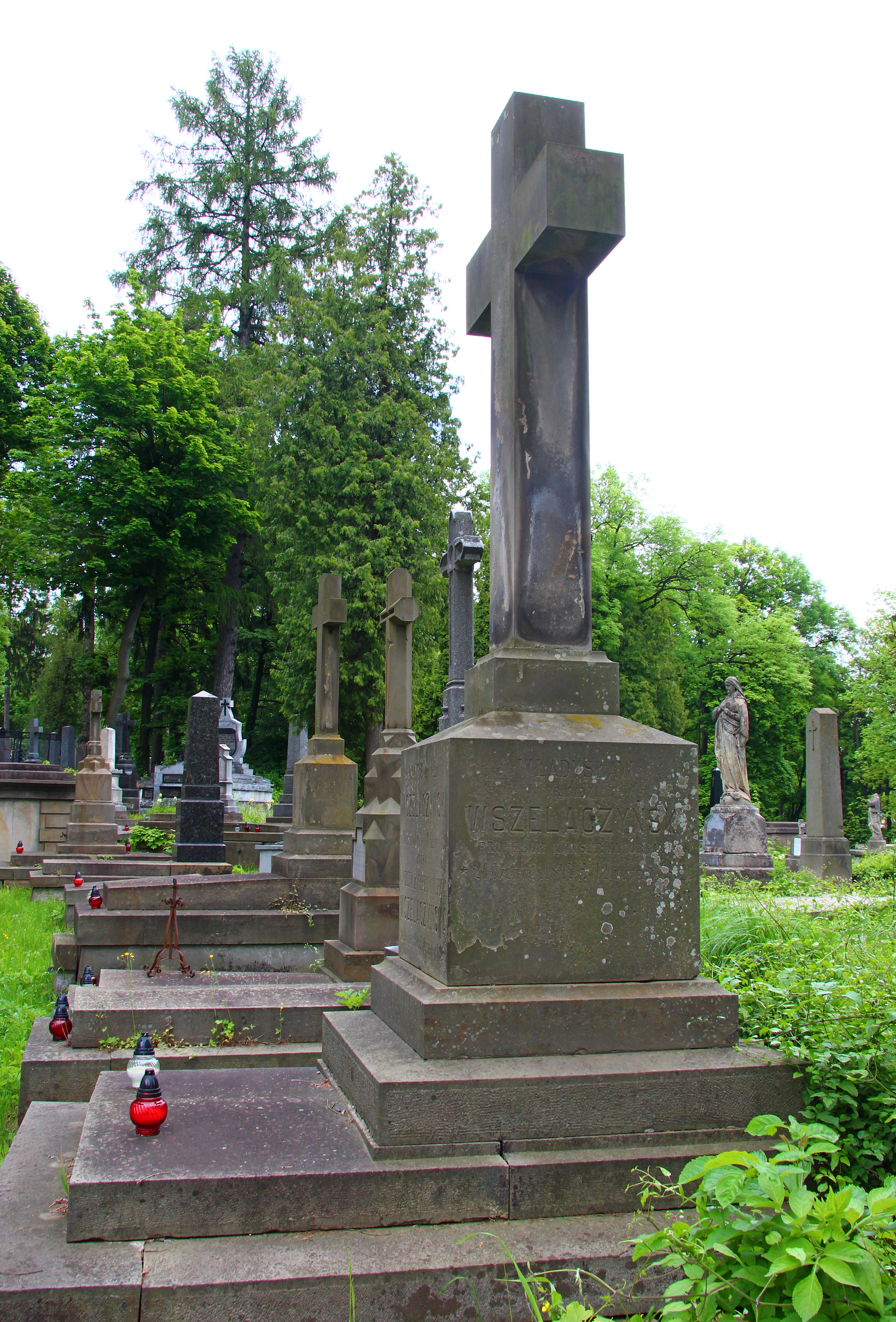

Władysław Wszelaczyński (ur. 1847 w Kopyczyńcach, zm. 12 lutego 1896 we Lwowie) – polski pianista, kompozytor i pedagog. 
Założyciel i pierwszy dyrektor Towarzystwa Muzycznego w Tarnopolu (1876). Profesor gry na fortepianie Konserwatorium Lwowskiego. Autor prac O życiu i utworach Fryderyka Chopina (1885) i Adam Mickiewicz w muzyce (1890). Kolekcjoner starodruków i rękopisów, a także pamiątek związanych z Fryderykiem Chopinem. 

## Życiorys
Pochodził z rodziny szlacheckiej herbu Prawdzic. Jego ojciec był justycjariuszem w majątku Baworowskich. Władysław uczył się najpierw w konwikcie jezuickim w Tarnopolu, gdzie zdobył również podstawowe wykształcenie muzyczne. Ukończywszy szkołę średnią w Tarnopolu, kontynuował naukę na Uniwersytecie Lwowskim, a także zdobywał wiedzę z dziedziny muzyki. We Lwowie został uczniem Karola Mikulego, który docenił umiejętności młodego pianisty. Wszelaczyński brał udział w koncertach w salach miejskich i domach prywatnych. Jego gra doczekała się uznania – pisano, że „odznaczała się miękkim uderzeniem i ozdobnością wykonania”.
Powróciwszy do Tarnopola, w 1876 założył Towarzystwo Muzyczne i został jego dyrektorem ożywiając ruch muzyczny w tym mieście. Popularyzował utwory Roberta Schumanna, Josepha Haydna, Wolfganga Amadeusa Mozarta oraz Feliksa Mendelssohna. W 1878 zaczął także nauczać muzyki, uczył m.in. gry na fortepianie Salomeę Kruszelnicką.
Po odejściu Mikulego objął w 1887 posadę profesora lwowskiego konserwatorium, gdzie uczył gry na fortepianie. Ponadto organizował dobroczynne imprezy i był dyrygentem chóru „Lutnia”. Nauczał też historii muzyki, swoje odczyty wygłaszając m.in. w szkołach ludowych. Kolekcjonował pamiątki związane z Chopinem, rękopisy i starodruki z XVI i XVII wieku, nuty oraz jesuitica.
Zmarł we Lwowie jako kawaler po kilkumiesięcznej chorobie. Pochowany został na Cmentarzu Łyczakowskim.

## Twórczość
Na jego dorobek kompozytorski składały się kompozycje fortepianowe o charakterze salonowym i pieśni. Wydał suitę, 12 walców, pieśni solowe oraz mazurki na fortepian. Wśród nich znajduje się zbiór pieśni „Trzy Mazurki” op. 29 na głos z towarzyszeniem fortepianu, które zadedykował śpiewakowi Aleksandrowi Myszudze.
Napisał w 1883 książkę o Fryderyku Chopinie, gdyż był wielkim miłośnikiem jego utworów, a kompozytora uważał za „jedynego śpiewaka i poetę” fortepianu. Książka O życiu i utworach Fryderyka Chopina: szkic krytyczno-biograficzny została wydana w 1885 w Tarnopolu. Opublikował pracę o dziełach muzycznych zainspirowanych twórczością Adama Mickiewicza (Adam Mickiewicz w muzyce: szkic muzyczno-bibliograficzny, 1890). Zajmował się również tłumaczeniem tekstów pieśni niemieckich poetów, do których muzykę skomponował Franz Schubert.